# Cratere Chaplygin
Chaplygin è un grande cratere lunare di 123,39 km situato nella parte sud-occidentale della faccia nascosta della Luna, a sud-est del più grande cratere Mendeleev, circa a mezzavia tra i crateri Schliemann, a nord-est, e Marconi, a sud-ovest. Come dimensioni, Chaplygin è paragonabile al cratere Albategnius, posto sull'emisfero più prossimo.
Il bordo di questo cratere è approssimativamente circolare, ma con un margine irregolare. Le pendici interne mostrano terrazzamenti su quasi tutta la circonferenza, ma con erosioni nella zona meridionale. Il bordo mostra una moderata erosione, con pochi crateri. L'unica eccezione è Chaplygin K che si estende fino al margine interno, nella zona sud-est. Il pianoro interno è abbastanza regolare, soprattutto in confronto con l'accidentato territorio circostante. Vi è un picco centrale e pochi piccoli impatti sparsi su tutto l'interno.
Il cratere è dedicato al fisico russo Sergej Alekseevič Čaplygin.

## Crateri correlati
Alcuni crateri minori situati in prossimità di Chaplygin sono convenzionalmente identificati, sulle mappe lunari, attraverso una lettera associata al nome.
| Chaplygin | Coordinate            | Diametro (in km) |
| --------- | --------------------- | ---------------- |
| B         | 4°04′48″S 151°41′24″E | 1,5              |
| K         | 7°40′48″S 151°21′36″E | 19,55            |
| Q         | 7°38′24″S 147°54′36″E | 12,69            |
| Y         | 2°42′36″S 149°38′24″E | 27,53            |